# 團結清真寺
團結清真寺（阿拉伯语：‎）是索馬里首都摩加迪沙的一家清真寺。
清真寺建於1987年，由沙烏地阿拉伯法赫德國王基金會出資。索馬里內戰爆發不久被迫關閉，2006年伊斯蘭法庭聯盟重開清真寺，並向商界籌募維修經費。2015年獲國際社會承認的索馬里聯邦政府大致完成了修繕工作。
清真寺眺望印度洋，可容納10,000人進行聚禮，是索馬里規模最大的清真寺。